# 馬爾莫雷瀑布

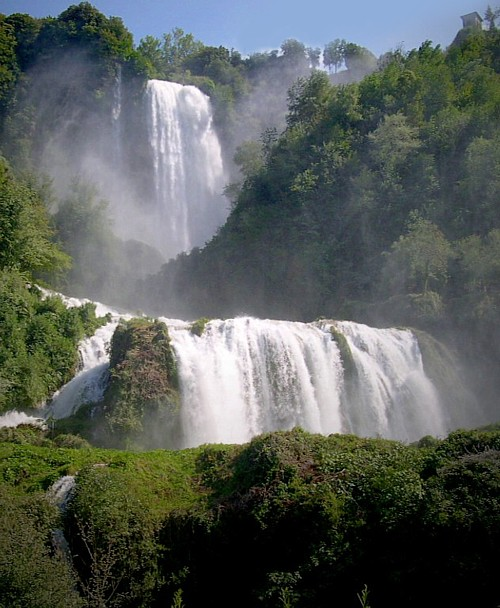
馬爾莫雷瀑布

馬爾莫雷瀑布（義大利語：Cascata delle Marmore）是位於義大利的一条古罗马人造瀑布，距特爾尼約7.7公里，由马尼乌斯·库里乌斯·登塔图斯引水於公元前271年的羅馬共和國時期。馬爾莫雷瀑布的落差達165米，是義大利落差最大的瀑布之一，也是歐洲最大的人工瀑布。馬爾莫雷瀑布共分為三級，其中第一級是最大的，落差達83米。馬爾莫雷瀑布還具有水力發電的功能。

## 外部連結
- Official website for the falls, with schedule and admission prices （页面存档备份，存于） （意大利文） （英文）